# Temporada de tufões no Pacífico de 1953
A temporada de tufões no Pacífico de 1953 não tem limites oficiais; durou o ano todo em 1953, mas a maioria dos ciclones tropicais tende a se formar no noroeste do Oceano Pacífico entre junho e dezembro. Essas datas delimitam convencionalmente o período de cada ano em que a maioria dos ciclones tropicais se forma no noroeste do Oceano Pacífico.
O escopo deste artigo é limitado ao Oceano Pacífico, ao norte do equador e a oeste da Linha Internacional de Data. As tempestades que se formam a leste da linha de data e ao norte do equador são chamadas de furacões; veja a temporada de furacões de 1953 no Pacífico. As tempestades tropicais formadas em toda a bacia do Pacífico Ocidental receberam um nome do Fleet Weather Center em Guam.

## Sistemas

### Tufão Irma
Esta tempestade enfraqueceu e dissipou-se antes de atingir as Filipinas.

### Tufão Judy
Judy passou perto das Filipinas e Taiwan atingiu então a ilha japonesa do sul de Kyushu. 37 pessoas foram mortas e 15 ficaram como desaparecidas.

### Supertufão Nina
Nina foi uma grande tempestade. Desembarcou na China como um ciclone tropical de Categoria 4.

### Tufão Ophelia
Ophelia atingiu Hong Kong e Vietname.

### Tufão Rita
Rita atingiu a China como tempestade tropical.

### Tufão Susan
Susan atingiu Hong Kong.

### Supertufão Tess
O tufão Tess atingiu a ilha central Honshū no Japão. 393 pessoas foram mortas e 85 desapareceram.

### Super Typhoon Betty
Betty atingiu Hong Kong e depois tomou uma pista invulgar; indo de oeste para leste.

### Tufão Cora
Cora atravessou o norte das Filipinas e atingiu o seu pico de força, depois enfraqueceu e dissipou-se rapidamente.

### Super Typhoon Doris
Um raro Supertufão de fim de estação. Não afectou a terra.

## Nomes das tempestades
| - Irma - Judy - Kit - Lola - Mamie - Nina - Ophelia - Phyllis - Rita | - Susan - Tess - Viola - Winnie - Alice - Betty - Cora - Doris |